# Stadio Sandro Cabassi
Stadio Sandro Cabassi – to wielofunkcyjny stadion w znajdujący się w mieście Carpi we Włoszech. Swoje mecze rozgrywa na nim zespół Carpi F.C. 1909. Jego pojemność wynosi 5 510.

## Historia
Stadio Sandro Cabassi w Carpi, prawie 70-tysięcznym mieście w prowincji Modena w regionie Emilia-Romania na północy środkowych Włoch, zostało zbudowane w latach 1926-1928 i otwarte 21 października tego ostatniego roku. Początkowo nosił nazwę Stadio Communale. Po zakończeniu II wojny światowej stadion otrzymał imię Sandro Cabassiego, członka Fronte della gioventù per l'indipendenza nazionale e per la libertà, organizacji, która walczyła z włoskim faszyzmem i Duce Benito Mussolinim. Organizacja była również zaangażowana w obalenie dyktatora. Urodzony w Carpi Cabassi zmarł w 1944 roku i to na jego cześć stadion nosi nazwę Stadio Sandro Cabassi.
Klub piłkarski Carpi rozgrywa tam swoje mecze domowe od czasu wybudowania obiektu sportowego w 1928 roku. Przez dekady zespół ten rywalizował w niższych ligach włoskiego futbolu. Dopiero w sezonie 2013/14 Carpi awansowało do Serie B, pokonując w barażach o awans Lecce. Po promocji do Serie A w sezonie 2015/16, zespół Carpi rozgrywał swoje mecze na Stadio Alberto Braglia w Modenie, ze względu na zbyt małą ilość miejsc na Stadio Sandro Cabassi. Po spadku Carpi powróciło na Stadio Sandro Cabassi.
Stadion początkowo miał pojemność 4 164 widzów. Po awansie do Serie B po raz pierwszy klub otrzymał od związku włoskiego zastrzeżenie, że aby spełnić kryteria tej ligi, trzeba zwiększyć pojemność, a zwłaszcza liczbę miejsc siedzących. Dlatego w wyniku prac remontowych pojemność wzrosła do 5 510.

## Trybuny
| Trybuna                           | Pojemność             |
| --------------------------------- | --------------------- |
| Tribuna d’onore                   | 173                   |
| Poltronissime                     | 234                   |
| Tribuna stampa                    | 30                    |
| Tribuna biancorossa               | 508                   |
| Tribuna azzurra                   | 408                   |
| Curva Bertesi Siligardi           | 2064                  |
| Curva est (settore ospiti)        | 689                   |
| Distinti                          | 1290                  |
| Sektor dla osób niepełnosprawnych | 22 + 22 dla opiekunów |
| Łącznie                           | 5,510                 |